# Плеханов Андрій Вікторович
Андрій Вікторович Плеханов (рос. Андрей Викторович Плеханов; 12 липня 1986, м. Нижньокамськ, СРСР) — російський хокеїст, захисник. Виступає за «Нафтохімік» (Нижньокамськ) у Континентальній хокейній лізі. 
Вихованець хокейної школи «Нафтохімік» (Нижньокамськ). Виступав за «Сарнія Стінг» (ОХЛ), «Нафтохімік» (Нижньокамськ), «Нафтовик» (Леніногорськ), «Сірак'юс Кранч» (АХЛ), «Елміра Джеколс» (ECHL), «Динамо» (Москва), «Амур» (Хабаровськ), «Айдахо Стілгедс» (ECHL).